# إم. براندان فلمنج
إم. براندان فلمنج هو سياسي أمريكي، ولد في 2 فبراير 1926، وتوفي في 28 مايو 2016.